# Shunchang

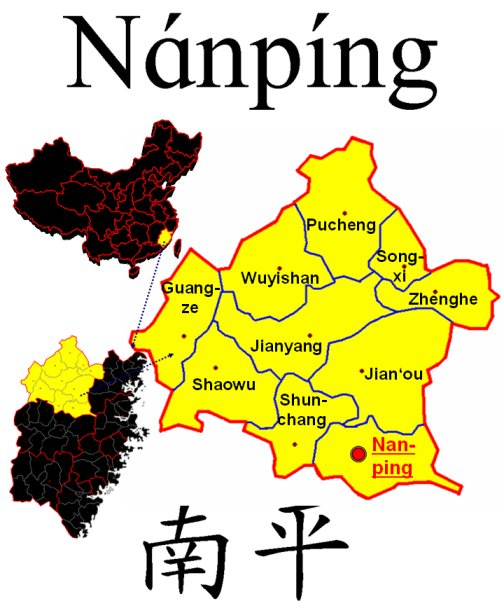
Kreisebene der bezirksfreien Stadt Nanping

Shunchang (chinesisch 顺昌县, Pinyin Shùnchāng Xiàn) ist ein chinesischer Kreis der nordwestlichsten bezirksfreie Stadt Nanping der Provinz Fujian. Er hat eine Fläche von 1.980 km² und zählt 179.064 Einwohner (Stand: 2020). Sein Hauptort ist das Straßenviertel Shuangxi (双溪街道).
Die Haupthalle des Baoshan-Tempels (宝山寺大殿,  Baoshan si dadian) steht seit 2001 auf der Liste der Denkmäler der Volksrepublik China (5-329).